# Mosnac (Charente)
Pour l’article homonyme, voir Mosnac (Charente-Maritime).
Mosnac [monak] est une ancienne commune du sud-ouest de la France, située dans le département de la Charente (région Nouvelle-Aquitaine).
Le 1er janvier 2021, la commune nouvelle de Mosnac-Saint-Simeux est créée avec la fusion des deux communes de Mosnac et Saint-Simeux devenues communes déléguées.
Ses habitants sont les Mosnacais et les Mosnacaises.

## Géographie

### Localisation et accès
Mosnac est une commune située 3,5 km au nord-est de Châteauneuf-sur-Charente et 14 km à l'ouest d'Angoulême, sur la rive gauche de la Charente.
Elle est aussi à 6 km au sud d'Hiersac, 6 km à l'ouest de Nersac et 6 km au nord-ouest de Roullet et 14 km à l'est de Jarnac.
Aucune route importante ne passe sur le territoire de la commune. Le bourg est desservi par la D 423 et la D 422, qui franchit la Charente et relie Mosnac à Saint-Simeux. La D 699, route d'Angoulême à Châteauneuf et Jonzac, passe au sud de la commune à 2 km du bourg.
La commune est traversée par la ligne Angoulême-Saintes qui longe la Charente et passe au bourg. Mais la gare la plus proche est celle de Châteauneuf, desservie par des TER à destination d'Angoulême, Cognac, Saintes et Royan.

### Hameaux et lieux-dits
Les hameaux les plus importants sont la Liège, la Voûte, les Sandons, les Touillets, et la commune compte aussi de nombreuses fermes.

### Communes limitrophes
| Saint-Simeux (Mosnac-Saint-Simeux) | Champmillon           |         |
| Châteauneuf-sur-Charente           | Mosnac                | Sireuil |
|                                    | Roullet-Saint-Estèphe |         |

### Géologie et relief
La commune est en bordure d'un plateau calcaire datant du Cénomanien (Crétacé) occupant l'intérieur d'une boucle de la Charente.
La vallée de la Charente est occupée par des alluvions datant du Quaternaire, qui sont récentes dans la partie inondable mais dont les anciennes atteignent une dizaine de mètres par endroits sur la rive convexe, et recouvrent parfois le plateau (aux Sandons),,.
Le relief de la commune est celui de l'intérieur d'un large méandre s'élevant progressivement vers le sud. Le point culminant est à une altitude de 67 m, situé en limite sud. Le point le plus bas est à 17 m, situé au confluent de la Vélude et de la Charente. Le bourg, situé au bord du fleuve, est à 23 m d'altitude.

### Hydrographie

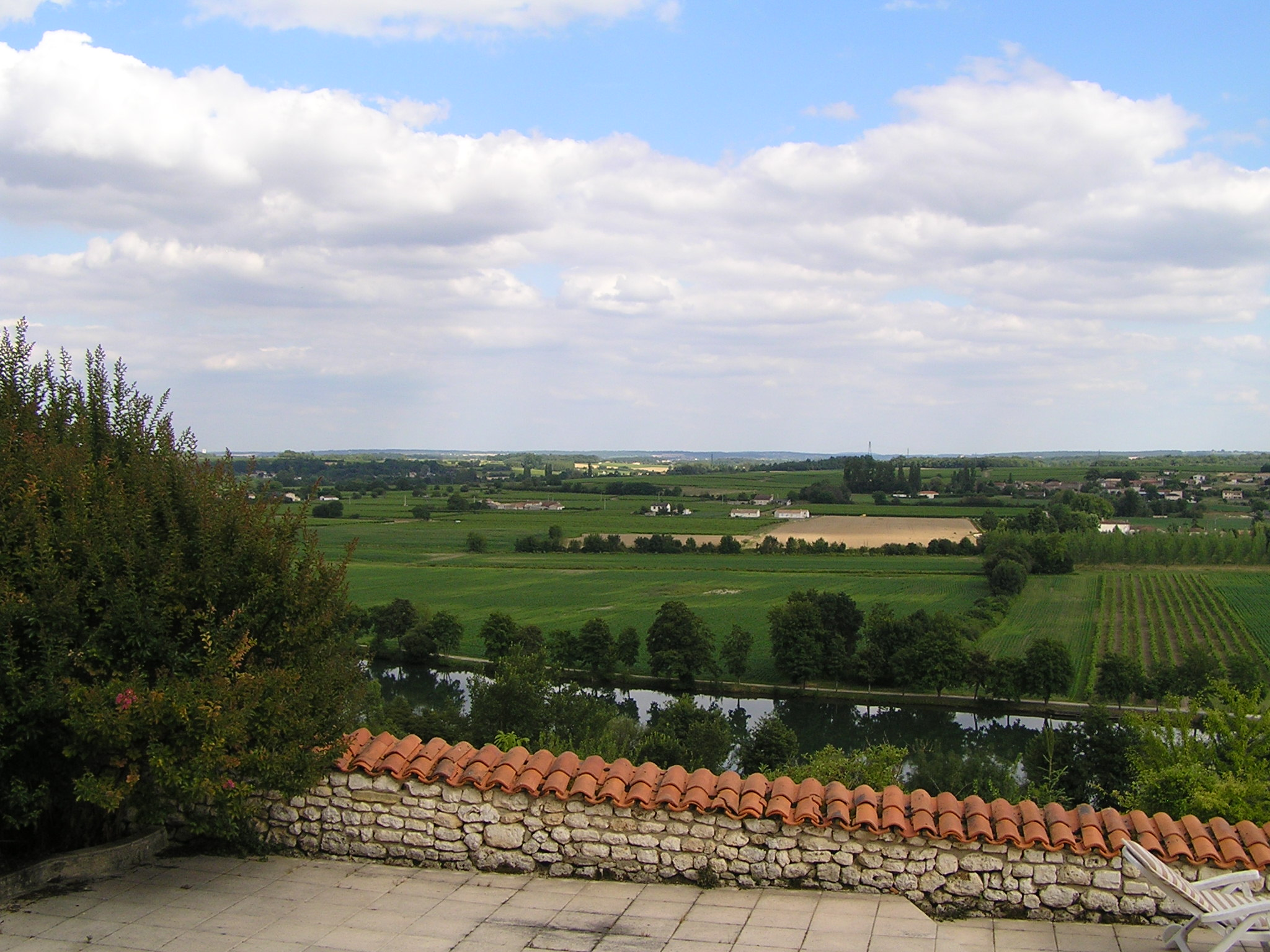
Vue vers le sud sur la commune de Mosnac depuis Saint-Simeux.

La commune de Mosnac occupe l'intérieur d'un méandre de la Charente, au sud et sur la rive gauche de celle-ci.
La Vélude, petit affluent venant de Saint-Estèphe, traverse la commune au sud jusqu'à son confluent. Le ruisseau des Fontaines, peut-être un ancien bras mort du fleuve, passe entre le bourg et le fleuve pour se jeter dans la Vélude. Deux étangs, anciennes sablières, occupent aussi la partie inondable de la vallée près du bourg.

### Climat
Comme dans les trois quarts sud et ouest du département, le climat est océanique aquitain.

## Urbanisme

### Typologie
Selon la terminologie définie par l'Insee et le zonage publié en 2020, Mosnac est une commune rurale, car elle n'appartient à aucune unité urbaine,,.
Par ailleurs la commune fait partie de l'aire d'attraction d'Angoulême, dont elle est une commune de la couronne. Cette aire, qui regroupe 95 communes, est catégorisée dans les aires de 50 000 à moins de 200 000 habitants,.

## Toponymie
Les formes anciennes sont Monaco en 1110, Monhaco, Monnaco, Mounacum, Mounnacum au XIVe siècle.
L'origine du nom de Mosnac remonterait à un nom de personne gallo-romain Monius ou gaulois Monus auquel est apposé le suffixe -acum, ce qui correspondrait à Moniacum, « domaine de Monius »,.

## Histoire
L'occupation est ancienne car on a retrouvé près du hameau de la Liège deux sarcophages, l'un en pierre et l'autre en coffre de tegulae, avec fragments de céramiques.
Au Moyen Âge, Mosnac a eu au début des seigneurs particuliers qui relevaient directement des comtes d'Angoulême, comme Aymar de Mosnac et Salomon de Mosnac entre le XIIIe et XIVe siècles. Puis par mariage cette terre est passée à Geoffroy, seigneur de Vaux-Rouillac, avant d'être partagée au XVe siècle entre les deux frères, Jean et Charlot de Mosnac. Une moitié est passée par alliance aux Augeard, et l'autre à Henri Pelletan, seigneur de Rouffignac.
En 1633, Hippolyte de La Place, veuve de Jacques Le Musnier, sieur de Lartige, qui avait acheté les deux domaines en 1602, échangea la seigneurie de Mosnac contre le château d'Ardenne, qui appartenait à la famille de Forgues. Cette dernière famille posséda Mosnac jusque vers la fin du XVIIe siècle, qui passa ensuite à la famille de Sainte-Hermine, qui possédait aussi la Barrière.
En plus de la seigneurie de Mosnac, la paroisse comptait aussi deux fiefs importants : la Barrière et la Descenderie. La Barrière a appartenu entre 1679 et 1807 aux Sainte-Hermine, famille protestante originaire du Fa, à Sireuil.
L'église de Mosnac était autrefois le siège d'un prieuré dépendant de celui de Salles-Lavalette. Au XVe siècle ce prieuré fut rattaché au chapitre d'Angoulême, puis au XVIe siècle il devint une simple cure.
Les registres de l'état civil remontent à 1644.
Le pont traversant la Charente pour joindre Saint-Simeux a été construit au début du XXe siècle.

## Administration

### Liste des maires
| Période                                  | Période       | Identité                   | Étiquette | Qualité                 |
| ---------------------------------------- | ------------- | -------------------------- | --------- | ----------------------- |
| Les données manquantes sont à compléter. |               |                            |           |                         |
| 2001                                     | 2014          | André Bernier              | SE        | Assureur retraité       |
| 2014                                     | juillet 2020  | Guy Dewèvre                |           |                         |
| juillet 2020                             | décembre 2020 | Virginie Paillette-Rivière |           | Assistante de direction |

| Période                                  | Période  | Identité                   | Étiquette | Qualité                 |
| ---------------------------------------- | -------- | -------------------------- | --------- | ----------------------- |
| Les données manquantes sont à compléter. |          |                            |           |                         |
| janvier 2021                             | En cours | Virginie Paillette-Rivière | DVD       | Assistante de direction |

## Démographie

### Évolution démographique
L'évolution du nombre d'habitants est connue à travers les recensements de la population effectués dans la commune depuis 1793. Pour les communes de moins de 10 000 habitants, une enquête de recensement portant sur toute la population est réalisée tous les cinq ans, les populations de référence des années intermédiaires étant quant à elles estimées par interpolation ou extrapolation. Pour la commune, le premier recensement exhaustif entrant dans le cadre du nouveau dispositif a été réalisé en 2007.

En 2018, la commune comptait 449 habitants, en évolution de −2,18 % par rapport à 2012 (Charente : −0,48 %, France hors Mayotte : +2,11 %).
| 1793 | 1800 | 1806 | 1821 | 1831 | 1841 | 1846 | 1851 | 1856 |
| ---- | ---- | ---- | ---- | ---- | ---- | ---- | ---- | ---- |
| 382  | 371  | 387  | 444  | 481  | 432  | 467  | 440  | 445  |

| 1861 | 1866 | 1872 | 1876 | 1881 | 1886 | 1891 | 1896 | 1901 |
| ---- | ---- | ---- | ---- | ---- | ---- | ---- | ---- | ---- |
| 406  | 382  | 438  | 456  | 390  | 385  | 388  | 396  | 404  |

| 1906 | 1911 | 1921 | 1926 | 1931 | 1936 | 1946 | 1954 | 1962 |
| ---- | ---- | ---- | ---- | ---- | ---- | ---- | ---- | ---- |
| 420  | 403  | 403  | 375  | 356  | 345  | 340  | 378  | 371  |

| 1968 | 1975 | 1982 | 1990 | 1999 | 2006 | 2007 | 2012 | 2017 |
| ---- | ---- | ---- | ---- | ---- | ---- | ---- | ---- | ---- |
| 329  | 313  | 312  | 361  | 386  | 449  | 458  | 459  | 451  |

| 2018 | - | - | - | - | - | - | - | - |
| ---- | - | - | - | - | - | - | - | - |
| 449  | - | - | - | - | - | - | - | - |

### Pyramide des âges
| Hommes | Classe d’âge | Femmes |
| ------ | ------------ | ------ |
| 0,4    | 90 ans ou +  | 1,7    |
| 8,3    | 75 à 89 ans  | 6,5    |
| 8,3    | 60 à 74 ans  | 13,0   |
| 23,7   | 45 à 59 ans  | 20,0   |
| 26,3   | 30 à 44 ans  | 24,8   |
| 15,4   | 15 à 29 ans  | 13,5   |
| 17,5   | 0 à 14 ans   | 20,4   |

| Hommes | Classe d’âge | Femmes |
| ------ | ------------ | ------ |
| 0,5    | 90 ans ou +  | 1,6    |
| 8,2    | 75 à 89 ans  | 11,8   |
| 15,2   | 60 à 74 ans  | 15,8   |
| 22,3   | 45 à 59 ans  | 21,5   |
| 20,0   | 30 à 44 ans  | 19,2   |
| 16,7   | 15 à 29 ans  | 14,7   |
| 17,1   | 0 à 14 ans   | 15,4   |

## Économie

### Agriculture
La viticulture est une activité importante de Mosnac, qui est située en Petite Champagne, dans la zone d'appellation d'origine contrôlée du cognac.
Certains producteurs vendent cognac, pineau des Charentes et vin de pays à la propriété.

## Équipements, services et vie locale

### Enseignement
L'école est un RPI entre Mosnac et Saint-Simeux, qui accueillent chacune une école élémentaire. L'école de Mosnac comporte une classe unique. Le secteur du collège est Châteauneuf.

## Lieux et monuments

### Patrimoine religieux
- Le prieuré Notre-Dame a été fondé par l'abbaye de La Couronne, de l'ordre augustinien vers 1200 par un seigneur de Tourteron sur une île de la Charente au lieu-dit la Liège. L'église et le logis prieural étaient en ruines en 1641, l'église été restaurée au XVIIe siècle et possède une piscine gothique[26],[17].
- L'église paroissiale Saint-Symphorien a été construite au XIe siècle et rattachée au chapitre d'Angoulême[Note 4]. L'abside a été reconstruite au XIIIe siècle et restaurée en 1608, et toute l'église au XIXe siècle[27],[17].

L'église paroissiale
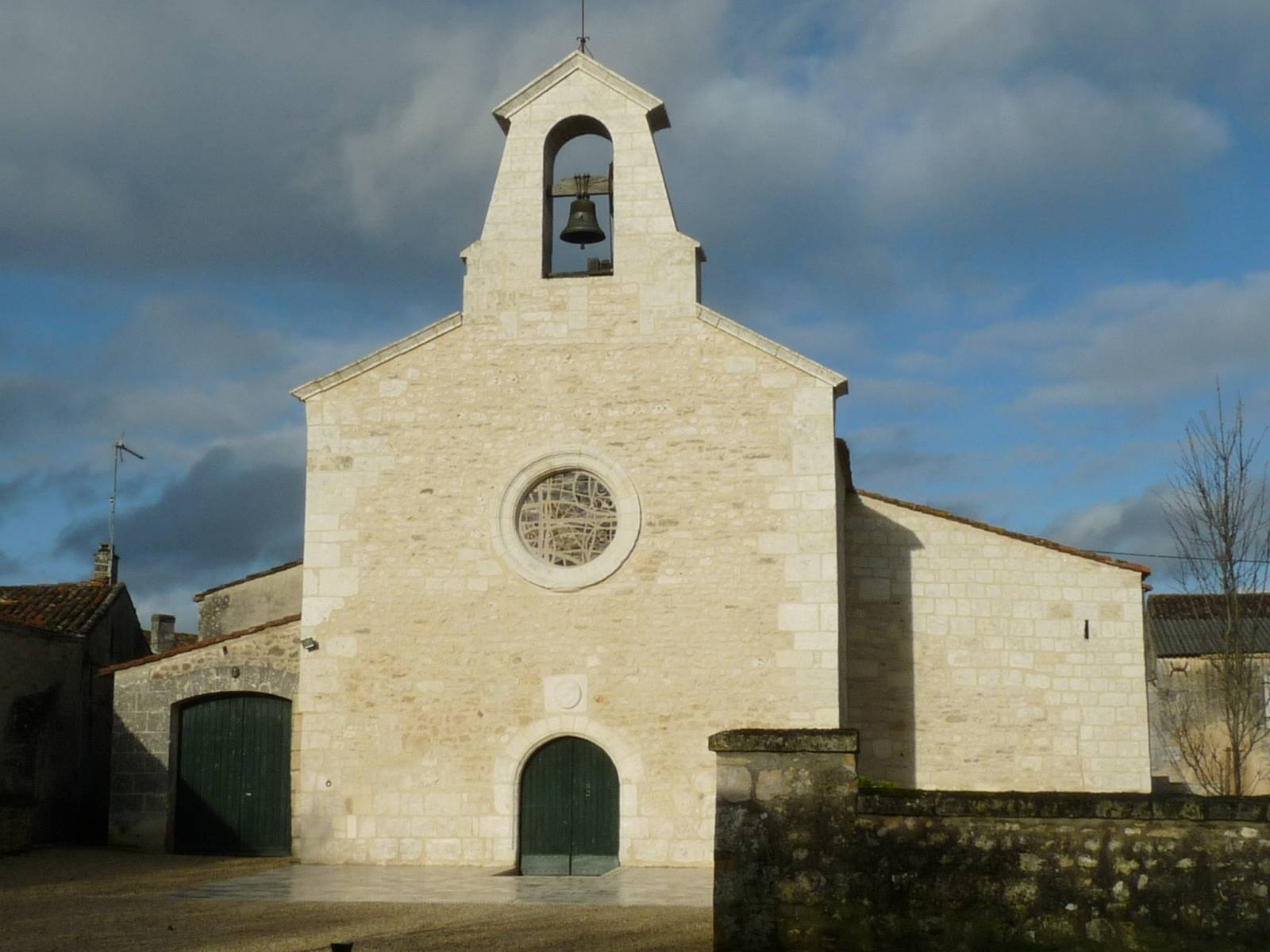
Façade après restauration.
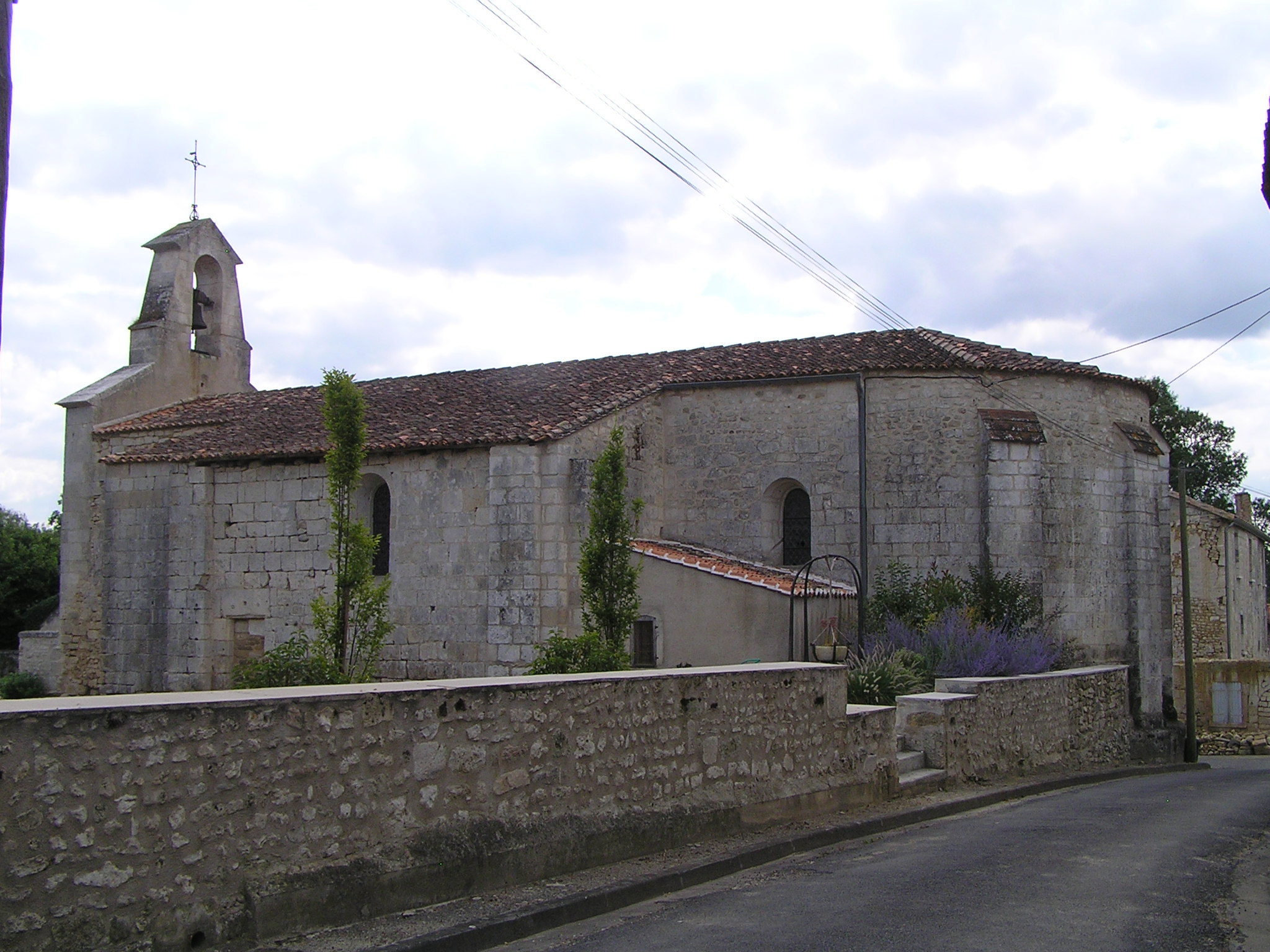
Vue latérale.

### Patrimoine civil
- un lavoir au lieu-dit la Voûte
- une dizaine de fermes du XIXe siècle recensées[28]
- deux moulins à Malvy et à la Liège
- une minoterie
- un manoir datant du début du XVIe siècle pourrait être le logis du seigneur de Mosnac mentionné en 1655.
- le logis de la Barrière daterait du XVIe siècle avec côté jardin une façade flanquée de deux tours circulaires et munie d'une échauguette toutes trois coiffées de poivrières couvertes d'ardoises en écailles. L'autre façade a été très remaniée au XIXe siècle[29].
- le logis de la Descenderie construit au tout début du XVIIe siècle et qui a été remanié au XIXe siècle.
- le logis de Blanchefleur existant en 1620 est dans le même cas tout comme celui de la Barrière.
- le logis de la Voûte, peut-être antérieur à sa construction ou reconstruction au XIXe siècle.

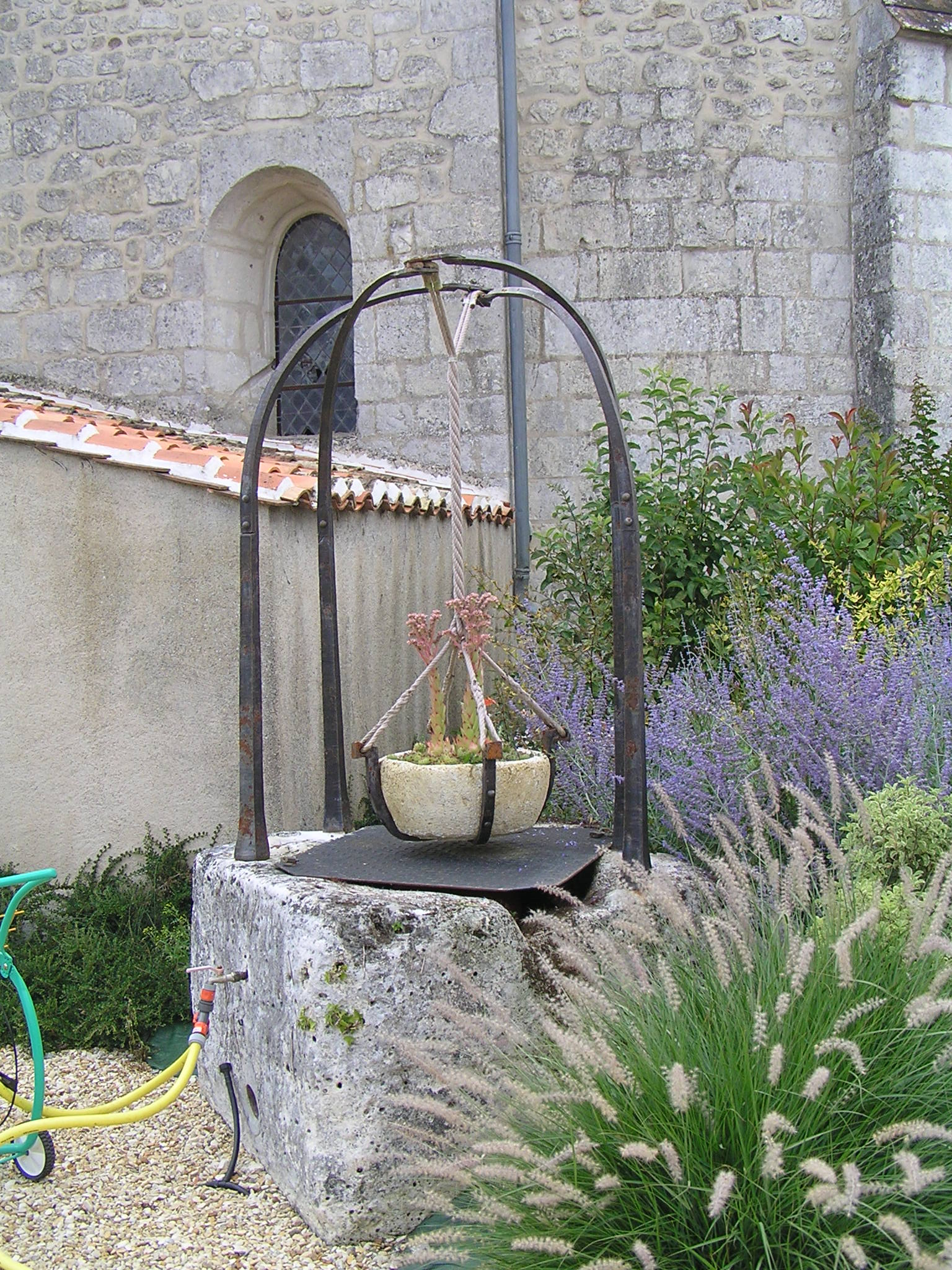
Puits.
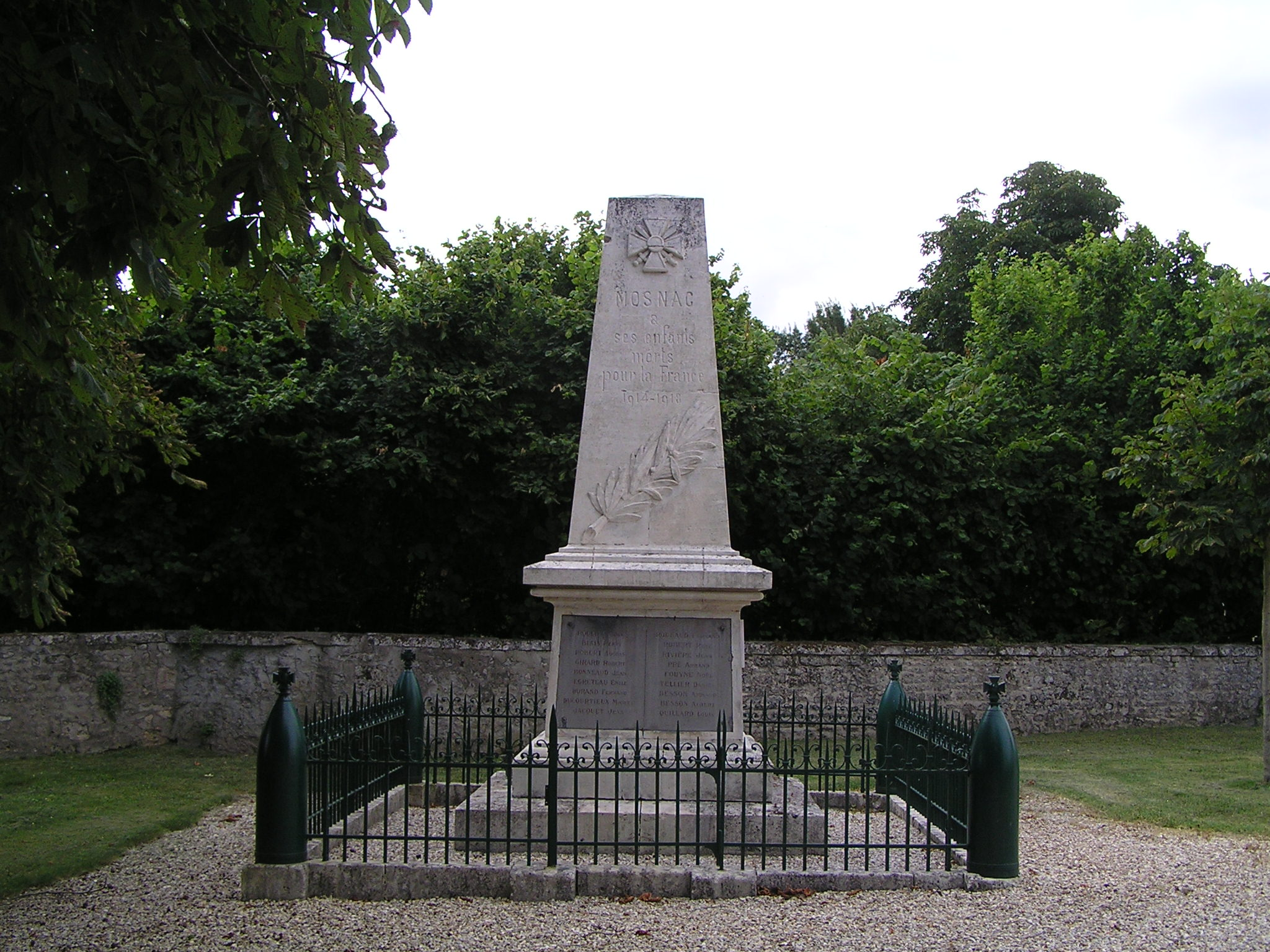
Monument aux morts.
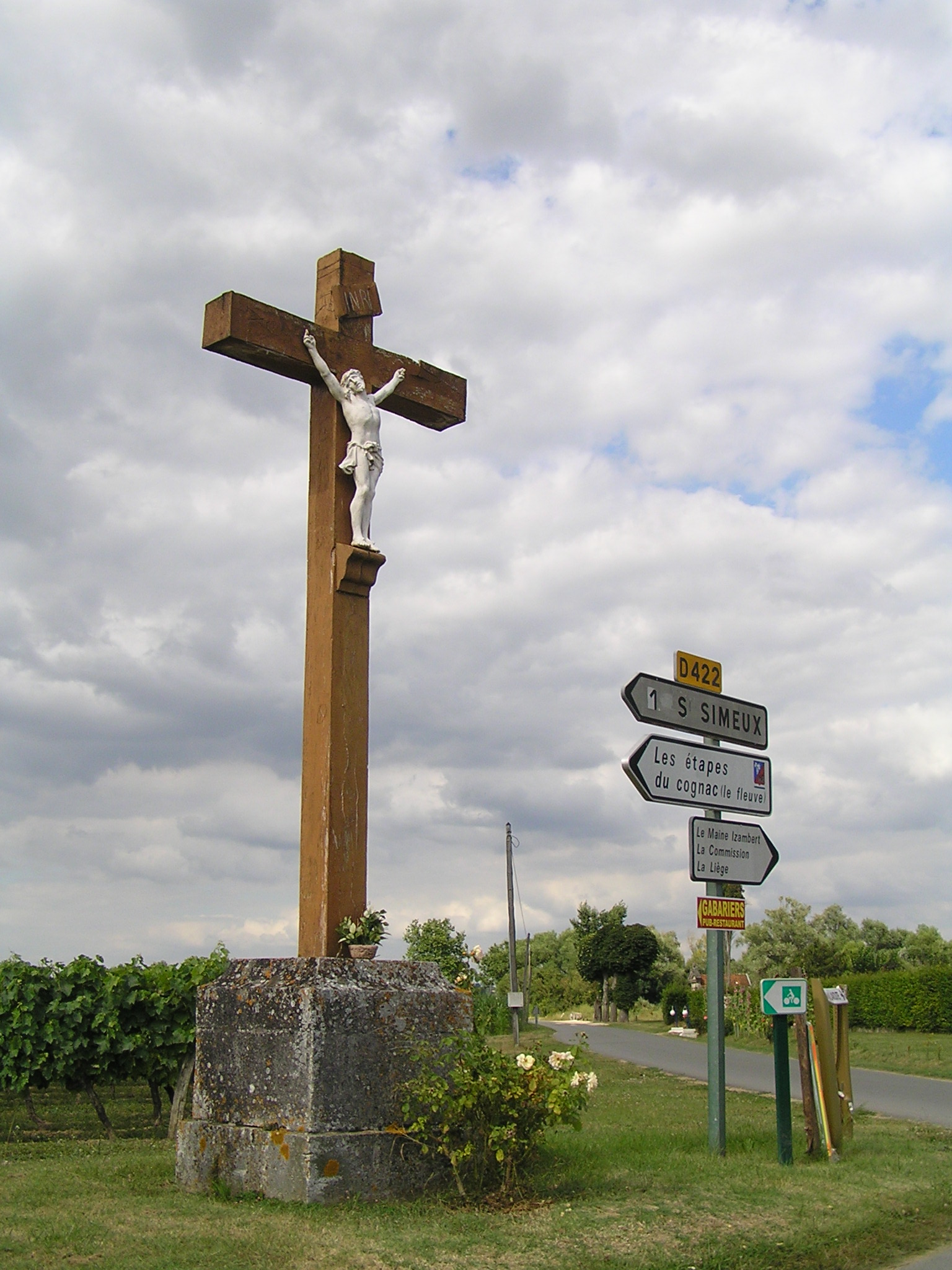
Croix.

### Patrimoine environnemental
Le GR 4 qui va de Royan à Grasse traverse la commune.